# 松本松南高等学校
松本松南高等学校（まつもとしょうなんこうとうがっこう）は、長野県松本市埋橋に存在した私立高等学校。
略称は「松南」、文化祭は「松南祭」と称していた。
2010年3月31日、閉校。

## 沿革
- 1941年 - 松本女子実業学校として開校。
- 1948年4月1日 - 学制改革により松本松南高等学校となる。家庭科（被服）を設置。
- 1982年4月1日 - コース制導入。
- 1987年4月1日 - 普通科、被服科に改科。
- 1995年4月1日 - 被服科を家庭科に転科。
- 2007年3月27日 - 学校法人松本松南高等学校が学校法人松商学園との合併を発表、翌28日に調印。
- 2008年4月1日 - 学校法人松商学園の経営となる。
- 2010年3月31日 - 閉校。

- 校地は松本秀峰中等教育学校に引き継がれた。

## 閉校後の各種証明書発行窓口
閉校後、各種証明書(成績証明書、調査書、卒業証明書)の発行業務は松本秀峰中等教育学校が窓口となる。
詳細・問合せ先などは松南高等学校同窓会のサイト内で案内されている。
- 各種証明書の発行についてのお問い合わせ先(松南高等学校同窓会サイト内)

## 教育目標
1. より豊かな家庭生活を創造するための知性と教養を身につけた女性の育成。
2. 誠実にして品位ある人格の陶冶に努め、公共の福祉に貢献できる指導的社会人の育成。
3. 時代と社会要望に応える国際的視野を持った個性豊かな女性の育成。

## 出身者
- 泉香澄（柔道選手）
- 徳久瞳（柔道選手）
- 丸山裕子（バレーボール選手）

## 校歌・応援歌
- 光に映ゆるアルプスの 雪の山脈仰ぎつつ 自主独立の心もて 真理の道をひたすらに いざやわが友学ばなん。                                       花咲かほるつかま野の 清き流れにはぐくまれ 絶えずたゆまぬ心もて 行く手を遠くひとすじに いざやわが友進まなん。　　　　　　　　山河の眺めうるはしき 幾春秋をまなびやに 若き生命をいつくしみ 燃ゆる希望を高らかに いざやわが友歌わなん。

## その他
- 1995年ごろは体操服の短パンとしてジョギングパンツ型が採用されていた

## 交通
- 東日本旅客鉄道篠ノ井線、松本電気鉄道上高地線：松本駅。徒歩20分
- バス（タウンスニーカー）又は並柳団地線：松南高校前